# Бог велів мені
«Бог велів мені» (англ. God Told Me To) — науково-фантастичний фільм жахів 1976 року написаний, зрежисований і спродюсований Ларрі Коеном.

## Синопсис
Нью-йоркський детектив розслідує серію вбивств, скоєних випадковими мешканцями, які стверджують, що "Бог велів їм це зробити".

## У ролях
| Актор          | Роль                        |
| -------------- | --------------------------- |
| Тоні Ло Б'янко | лейтенант Пітер Дж. Ніколас |
| Дебора Раффін  | Кейсі Форстер               |
| Сенді Денніс   | Марта Ніколас               |
| Сільвія Сідні  | Елізабет Маллін             |
| Сем Левін      | Еверетт Лукас               |
| Роберт Дрівас  | Девід Мортен                |
| Річард Лінч    | Бернард Філіпс              |
| Енді Кауфман   | офіцер поліції              |

## Виробництво
На створення фільму Коена надихнула Біблія. Він вважав, що Бог у Біблії — один із найжорстокіших персонажів у літературі. На нього також вплинула книга «Колісниці богів».
Фільм профінансували Едгар Шерік і Деніел Блатт. Спочатку вони були вказані як виконавчі продюсери, але Коен казав, що коли вони побачили готовий фільм, то наполягли на тому, щоб їхні імена з нього прибрали.
Роберт Форстер спочатку був затверджений на головну роль. Через кілька днів зйомок вони з Коеном посварилися, і Форстер пішов. Форстер сказав, що Коен «був одним з тих хлопців, які багато кричали на знімальному майданчику, і я сказав: "Гей, це не для мене. Випустіть мене звідси". Ми розійшлися по-дружньому і все таке». Коен замінив його на Тоні Ло Б'янко.
Бернард Геррманн, який написав музику до попередньої картини Коена «Воно живе», спочатку також мав написати музику для фільму. Коен стверджував, що Геррманн побачив першу версію фільму одразу після завершення запису музики до «Таксиста» та зробив нотатки для майбутньої роботи. Однак протягом наступних 15 годин Германн помер. Пізніше Коен запропонував написати музику композитору Міклошу Рожу. Рожа відмовилася, сказавши, що «Бог велів мені цього не робити». Френк Корделл написав партитуру, яку можна почути у випущеній версії фільму.

## Зовнішні посилання
- Вікісховище має мультимедійні дані за темою: Бог велів мені
- God Told Me To на сайті IMDb (англ.)
- God Told Me To на сайті AllMovie (англ.)